# Латинский союз (международная организация)
Латинский союз — бывшая международная организация, объединявшая народы, говорящие на романских языках. Целью организации являлась защита, развитие и популяризация общего культурного наследия, а также создание общей идентичности стран с романским населением и стран, находящихся под их влиянием. Латинский союз был основан в 1954 году в Мадриде, действовал с 1983 года. За это время число стран-членов выросло с 12 до 36, объединяя государства Европы, Африки, Южной и Северной Америки, а также Азиатско-тихоокеанского региона. Тем не менее, на протяжении большей части периода своего существования деятельность союза носила преимущественно символический характер. Из-за долгов, хронического недофинансирования и слабой координации деятельности членов союза, заседатели приняли решение о приостановлении деятельности союза 12 января 2012 года. Все работники организации были уволены.

## Официальные названия
Официальными названиями организации являются: исп. Unión Latina, порт. União Latina, фр. Union Latine, итал. Unione Latina, рум. Uniunea Latină и кат. Unió Llatina.

## Критерии членства
Членами организации могли быть страны, соответствующие следующим критериям:
- Лингвистические
  - Официальный язык относится к романской группе
  - Один из романских языков используется в образовании
  - Один из романских языков является языком повседневного общения и СМИ
- Лингвокультурные критерии
  - Существование значительной литературы на одном из романских языков
  - Наличие прессы и публикаций на одном из романских языков
  - Значительная часть телепрограмм выходит на одном из романских языков
  - Широкое радиовещание на одном из романских языков
- Культурные критерии
  - Прямая или косвенная связь с наследием Древнего Рима, которая культивируется, в основном, путём преподавания латыни
  - Преподавание иностранных романских языков
  - Существование программ по международному обмену с другими романоязычными странами
  - Общество, особенно в области законодательства, должно быть основано на уважении к основным свободам, общим принципам прав человека и демократии, толерантность и свободы вероисповедания

## Государства-члены
В конце своего существования в Латинский союз входили государства, расположенные на пяти континентах (перечислены по преобладающему романскому языку):

### Испанский
| - Боливия - Чили - Колумбия - Коста-Рика - Куба | - Доминиканская Республика - Эквадор - Сальвадор - Гватемала - Гондурас | - Испания - Никарагуа - Панама - Парагвай - Перу | - Филиппины - Уругвай - Венесуэла |

### Португальский
| - Ангола - Бразилия | - Кабо-Верде - Гвинея-Бисау | - Мозамбик - Португалия | - Сан-Томе и Принсипи - Восточный Тимор |